# Чапаевка (Луганская область)
Чапаевка (укр. Чапаєвка) / Железнодорожное (укр. Зализничне) — село, относится к Ровеньковскому городскому совету Луганской области Украины. Под контролем самопровозглашённой Луганской Народной Республики.

## География
Соседние населённые пункты: села Красный Колос (примыкает), Зеленодольское, посёлок Ясеновский на севере, Колпаково, Щётово, Каменное, село Зелёный Курган на северо-западе, город Антрацит на западе, посёлки Верхний Нагольчик, Дубовский на юго-западе, Горняк и Тацино, сёла Рафайловка, Леськино, Ильинка на юге, Лозы, посёлки Михайловка, Кошары, город Ровеньки на юго-востоке, посёлок Пролетарский и сёла Новоукраинка, Вербовка на востоке, Картушино, Ребриково, Мечетка на северо-востоке.

## История
12 мая 2016 года Верховная Рада Украины переименовала населённый пункт в Железнодорожное в рамках кампании по декоммунизации на Украине. Решение не признано местными фактическими властями.

## Население
Население по переписи 2001 года составляло 438 человек. Население на 2011 год — 430 человек.

## Общие сведения
Почтовый индекс — 94779. Телефонный код — 6433. Занимает площадь 0,728 км². Код КОАТУУ — 4412347103.

## Местный совет
94784, Луганская обл., Ровеньковский городской совет, пгт. Пролетарский, ул. Ворошилова, д. 104